# Lê Hiến Tông
Lê Hiến Tông (Hán Tự: 黎顯宗; * 1461; † 1504, eigentlicher Name Lê Tranh) war Kaiser Vietnams der Lê-Dynastie. Er regierte nach dem Tod seines Vaters Lê Thánh Tông von 1497 bis zu seinem Tod 1504.

## Leben und Herrschaft
Lê Hiên Tông war einer von vierzehn Söhnen des Kaiser Lê Thánh Tông, welcher aufgrund seiner langen und erfolgreichen Herrschaft hohes Ansehen genoss. Lê Hien Tông wurde am Palast erzogen und planmäßig von seinem Vater mit den Mitteln konfuzianischer Bildung und Staatslehre auf die Nachfolge vorbereitet. Lê Hiên Tông übernahm als 36-Jähriger nach dem Tod seines Vaters den Thron. Seine Nachfolge wurde vom schwer kranken Vorgänger noch zu Lebzeiten festgelegt und öffentlich proklamiert. Lê Hien Tông setzte während seiner Herrschaft die Politik seines Vaters fort.
Er starb wie sein Vater an einer Krankheit die von zeitgenössischen Geschichtsschreibern als Geschlechtskrankheit identifiziert wurde. Sein Sohn und Nachfolger Lê Túc Tông regierte nur ein Jahr und wurde vom Kaiser Lê Uy Mục ersetzt dessen Herrschaft eine Zeit der Wirren einläutete.